# Stadtbücherei Werne

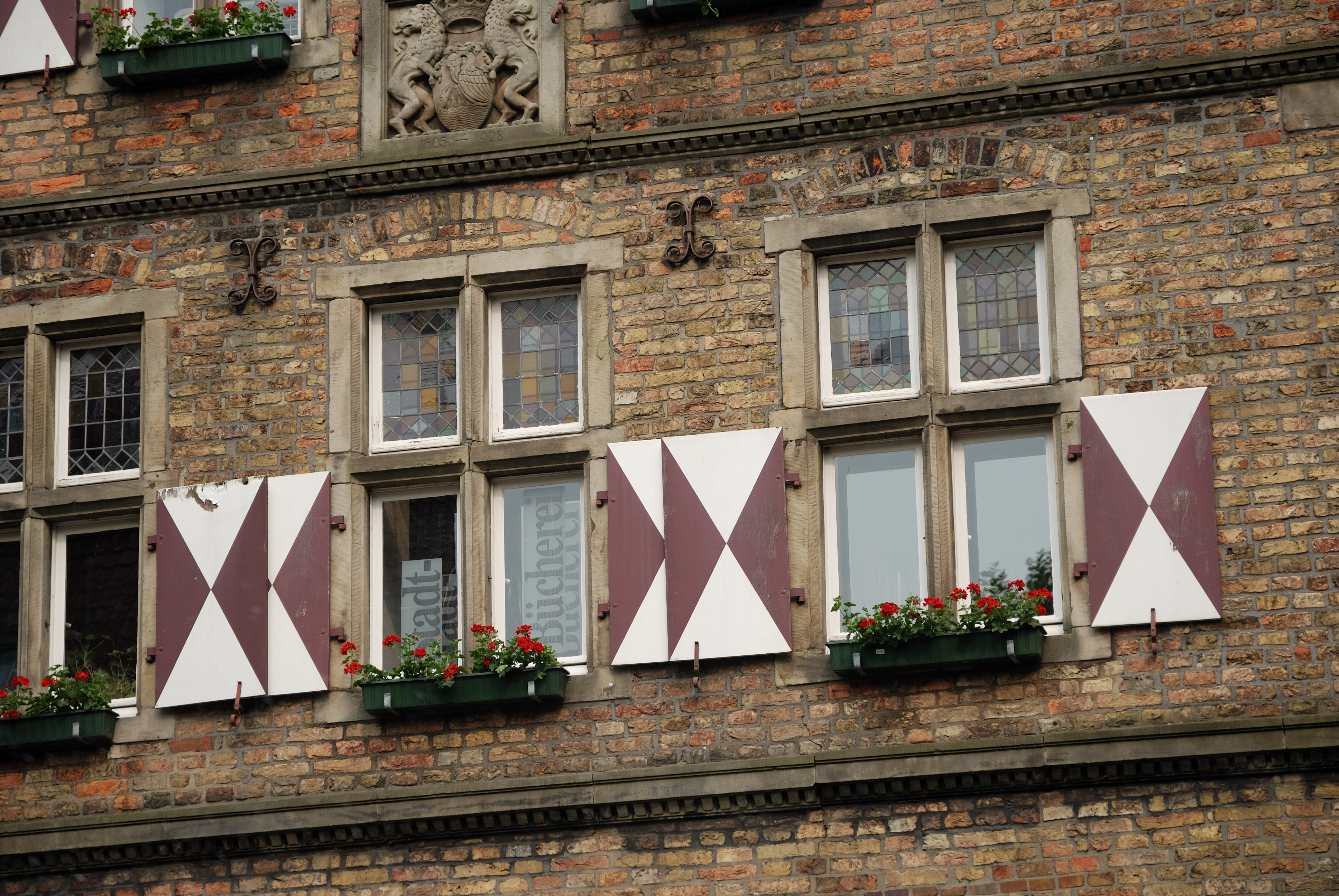
Steinhaus in Werne, Fenster

Die Stadtbücherei Werne ist eine Stadtbibliothek in Werne, Nordrhein-Westfalen. Sie befindet sich im Alten Steinhaus.

## Geschichte
Die Bücherei wurde am 6. November 1957 in einem Raum des Jugendheimes der Stadt eröffnet. 3.000 Titel wurden hier anfangs der Werner Bevölkerung geboten.
1973 war dieses Quartier viel zu klein geworden und die Stadtbücherei zog in eine 300 m² große Baracke am Rande der Innenstadt.
1983 wurde das heutige Gebäude bezogen. Das Alte Steinhaus nebst einem Übergang in die erste Etage eines Einkaufszentrums („Steinhauscenter“) bietet mit 900 m² Fläche der Bücherei mit ihren 43.000 Medien ausreichend Platz.

## Aktueller Zustand und Statistik
Ende 2023 verfügte die Bücherei über einen Bestand von ca. 41.600 Medien. Hiervon waren etwa 7.000 Titel AV-Medien (CDs, DVDs, Konsolenspiele, Tonies, Hörbücher und Sprachkurse) sowie mehr als 1.700 Zeitschriftenhefte. Dazu kommen mehr als 37.000 Medieneinheiten im Online-Verbund Onleihe24. Im Jahr 2022 wurde eine Bibliothek der Dinge – „Leihbar“ genannt – eingeführt, in der derzeit ca. 60 Gegenstände entliehen werden können.
Dieser Gesamtbestand wurde 2023 von den etwa 3.900 aktiven Nutzern der Bibliothek ca. 85.600 mal entliehen. Insgesamt besuchten die Bibliothek 2023 über 31.600 Menschen. (Die Onleihe-Zahlen für 2023 liegen zum Zeitpunkt dieser Änderung noch nicht vor.)
Es sind öffentliche Internetarbeitsplätze für Jedermann sowie ein öffentliches WiFi-Netz in Gebäude und Umgebung vorhanden. Die Bücherei ist der deutschen Fernleihe angeschlossen und stellt somit eine Versorgung mit vor Ort nicht vorhandenen Medien sicher.
Seit 2012 ist die Stadtbücherei Teilnehmer der Onleihe24 (vormals Onleihe Hellweg-Sauerland) mit ca. 37.000 E-Books und anderen Onlinemedien, die im Rahmen einer Bibliotheksmitgliedschaft zur Nutzung auf E-Book-Reader, PC, Tablet oder Smartphone entliehen werden können.
Im Jahr 2015/2016 zog die Jugendbücherei aus dem Erdgeschoss eine Etage höher in einen eigens dafür eingerichteten Bereich mit Gamingmöglichkeiten.
Im Jahr 2019/2020 wurde der Belletristikbereich in der 1. Etage großzügig in ein „Öffentliches Wohnzimmer“ mit Kaffee-Ecke und elektrischem Kamin umgestaltet und modernisiert.

### Förderverein
Der Förderverein Stadtbücherei Werne e. V. wurde als einer der ersten dieser Art in Deutschland im Jahr 1976 als gemeinnütziger Verein zum Zweck der finanziellen Hilfeleistung und der Vermittlung der Ziele der Stadtbücherei gegründet.
Jedes Jahr fördert der Verein Schwerpunkte beim Medienkauf und führt Veranstaltungen wie z. B. Lesungen oder Büchereicafés zu bestimmten Themen durch.

### Leseförderung
Die Stadtbücherei fördert mit ehrenamtlichen Lesepaten besonders das Leseinteresse von Kindern bis zum Alter von ca. neun Jahren. Dazu wurde 2007 der Verein „Lesewelt Werne e. V.“ mit Ende 2022 knapp 40 Mitgliedern gegründet, der z. B. Vorlesestunden in Kindergärten und Grundschulen der Stadt organisiert.
Die Bücherei ist Mitglied der Initiative „Bildungspartner NRW“ der nordrhein-westfälischen Landesregierung, den Kommunalen Spitzenverbänden Städtetag NRW und Städte- und Gemeindebund Nordrhein-Westfalen, die die Zusammenarbeit von Schulen und Bibliotheken fördern soll. Im Zuge dieser Initiative gibt es Partnerschaften mit mehreren Schulen und Kindertagesstätten.
Seit 2010 findet alle 2 Jahre der Vorlesetag „Werne liest“ statt, an dem Prominente und Lesepaten an verschiedensten Orten in der ganzen Stadt vorlesen.